# ディヴァン (詩集)

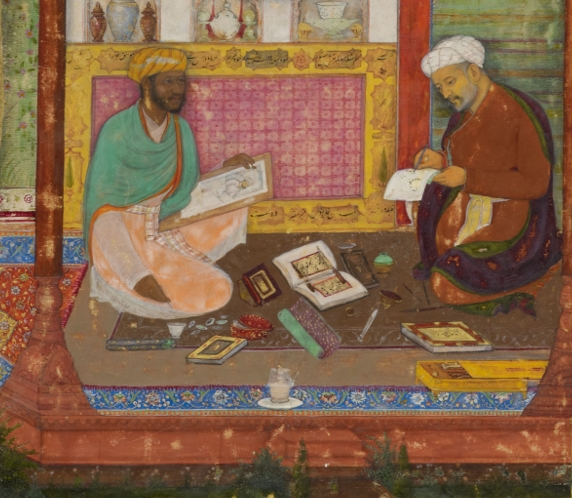
ムガル帝国の書記がディヴァンを編集中

ディヴァン（ペルシア語: دیوان, divân, アラビア語: ديوان, dīwān、英語: Diwan、ドイツ語: Diwan）はペルシャやアラブの国で個人の詩集のことで、ただし長い詩（Mathnawi）は含まない。『ディヴァン・イ・ハーフィズ』は詩人ハーフェズがペルシャ語で書いた詩集、『ディヴァン・エ・ミール』は詩人ミール・タキー・ミールがウルドゥー語で書いた詩集などとして使われた。
この言葉はドイツ語、英語などでも使われるようになり、ゲーテがハーフェズの詩に感銘を受けて書いた『西東詩集』（West-östlicher Divan）の原題にも使われている。
ディヴァン（詩集）と同じペルシャ語起源の言葉に、ペルシャやアラブの国の「庁」・「局」やその長官を意味する「ディヴァン（組織）」があり、またもともと床に敷いていたマットレスがヨーロッパでソファの一種に変わって流行した「ディヴァン（家具）」もあるのは、そうした長官の事務所には沢山の書類があり、そうした家具があったからである。

## 参照項目
- 詩集